# Ding (Seeed)
Ding is een single van de Duitse reggae-/danchehallband Seeed. Het nummer werd in 2006 uitgebracht als derde en laatste single van hun album Next!.
Het nummer is geschreven door Based, Peter Fox, David Conen, Dellé, DJ Illvibe, Rüdiger Kusserow, Boundzound en Demba Wendt-Nabé, en geproduceerd door Based, Peter Fox en DJ Illvibe. De single werd uitgebracht op het muzieklabel Warner Music Group. Op de hoes van de maxisingle staat - naast het opschrift van de artiest en titel van het nummer - een schermafdruk van de bijbehorende videoclip.
De eerste twee coupletten van Ding en het refrein zijn in het Duits; het derde couplet in het Engels. Zoals in de meeste andere nummers van Seeed hebben alle drie de zangers een eigen aandeel in het nummer: Baigorry zingt het eerste couplet, Nabé het tweede en Dellé het derde.

## Videoclip
De videoclip opent met een junglescène, waarin de Fernsehturm van Berlijn te zien is die verwijst naar het verband tussen de grote stad en de jungle. Vervolgens wordt overgeschakeld naar een scène middenin de jungle, waar een muziekmakende aap (een kruising tussen een gorilla en orang-oetan) een klokkenspel bespeelt en even later zijn weg zoekt naar een bosdisco. Vervolgens wordt middels computer- en poppenanimatie het verloop van de avond getoond: de aap wordt dronken en flirt met verschillende (dierlijke) dames. Volgens de tekst, ondersteund door visuele symboliek, brengt hij daarmee zijn huwelijk in gevaar (hij is volgens de tekst namelijk geobsedeerd door seks). Het overmatig alcoholgebruik en bijbehorende delirium kunnen de  aap er echter van weerhouden overspel te plegen. De videoclip werd geregisseerd door Philip Hillers en Trikk17.

## Hitnoteringen
Ding bereikte de vijfde plaats in de hitparade van Duitsland en bleef in totaal 26 weken op de lijst staan. In Oostenrijk bereikte de single de vierde plaats; in Zwitserland de 27e. Het nummer bereikte in Duitsland weliswaar niet de eerste plaats, maar het was gedurende één week wel het succesvolste Duitstalige nummer van de hitparade. De single bereikte uiteindelijk plaats 22 in het Duitse jaaroverzicht van 2006.
Ding was Seeeds achtste hit en tweede top 10-hit in Duitsland. In Oostenrijk was het hun zesde hit en de eerste top 10-hit en in Zwitserland is hun vijfde hit.
| Land/Hitparade                    | Hoogste plaats | Aantal weken |
| --------------------------------- | -------------- | ------------ |
| Musikmarkt Top 100 (Duitsland)    | 5              | 26           |
| Ö3 Austria Top 40 (Oostenrijk)    | 4              | 32           |
| Schweizer Hitparade (Zwitserland) | 27             | 19           |

## Covers

### Feuerschwanz
In 2020 coverde middeleeuwse rockband Feuerschwanz het nummer in samenwerking met zangeres Melissa Bonny.
De bijbehorende videoclip begint met de Feuerschwanz-leden in middeleeuwse kledij en dito wapens in de hand. Vervolgens maken de bandleden ‘schuifdansende’ bewegingen in de richting van de camera c.q. een middeleeuws dorpje, op dezelfde wijze als Seeed in diverse videoclips naar nachtclubs ‘schuifdanste’. Eenmaal daar aangekomen, worden diverse dingen uit de tekst uitgebeeld, zoals het dragen van een hoed en Rolex. Daarna wordt er buiten gedanst. Even later zijn de leden te gast op een feest, waar Melissa Bonny eregast is en het derde couplet begint te zingen en grunten. De videoclip eindigt kort daarna op het feest.
- MusicBrainz work: 8c9f141c-2fb2-46e5-ae08-8cbad5a3dd29